# Diocèse d'Obala
Le Diocèse d’Obala est un diocèse du Cameroun, créé en 1987 par division de l’archidiocèse de Yaoundé, avec comme premier évêque Mgr Jérôme Owono-Mimboe. Depuis 2010, il est administré par Mgr Sosthène Léopold Bayemi Matjei.
Situé dans la région du Centre, il couvre deux départements : la Lékié et la Haute-Sanaga. 
Sa superficie est de 14 849 km2. Sa population, estimée à 800 000 personnes, est principalement composée de Bamvele, de Yessoum, d’Eton, de Manguissa. 
Il compte 60 paroisses, 3 quasi paroisses, un institut supérieur (ISSAEER), 8 établissements d’enseignement secondaire, 41 groupes scolaires, 14 écoles primaires et 5 écoles maternelles autonomes.